# Matthias-Ehrenfried-Haus
Das Matthias-Ehrenfried-Haus in Würzburg ist das Bildungs- und Begegnungszentrum der katholischen Kirche für die Dekanate Würzburg-Stadt, Würzburg links des Mains und Würzburg rechts des Mains. Es ist benannt nach dem Würzburger Bischof Matthias Ehrenfried. Träger ist der Matthias-Ehrenfried-Haus in Würzburg e. V.

## Geschichte des Matthias-Ehrenfried-Hauses
Das Matthias-Ehrenfried-Haus (Würzburgs erstes katholisches Regionalzentrum) wurde in der Ruine des ehemaligen Kapitelshauses des früheren Kollegiatstiftes Haug nach Plänen des Architekten Bruno Brückner (Bischöfliches Bauamt Würzburg) errichtet und am 2. Oktober 1972 vorläufig in Betrieb genommen. Dabei mussten die barocke Fassade der Ruine und weitere denkmalpflegerische Auflagen berücksichtigt werden. Am 2. März 1971 wurde Richtfest gefeiert. Am 13. Januar 1973 wurde das Haus von Bischof Josef Stangl eingeweiht und der Öffentlichkeit übergeben. Es erfüllt neben seiner Funktion als Bildungs- und Begegnungszentrum für Würzburg und die angrenzenden Dekanate auch die Aufgabe eines pfarreilichen Gemeindezentrums. Das Leitungsteam in den Anfangsjahren waren Rektor Karlheinz Buhleier, Bildungsreferentin Edeltrud Hohmann und Geschäftsführer Gustl Hostombe.

## Aufgaben, Projekte, Leitung
Das erste Programm erscheint im September 1972. Die jeweils aktuelle Arbeit wird seither im Inhaltsverzeichnis der Semester-Programme deutlich. Die wichtigsten Bereiche sind die offenen Treffs, die Erwachsenenbildung, Angebote für Kinder und Familien sowie die der Seniorenbegegnungsstätte. Seit 2008 beteiligt sich das Haus am Projekt der Mehrgenerationenhäuser des Bundesministeriums für Familie, Senioren, Frauen und Jugend (BMFSFJ). Das MEH wirbt immer wieder einschlägige Projekte ein. Derzeit (2010) sind es die Beteiligung an Wellcome – Hilfe für Familien mit kleinen Kindern und ein Projektseminar mit Schülern des Würzburger Riemenschneider-Gymnasiums. Nach einer Umstrukturierung 2005 wird das Haus von Bildungsreferent Jürgen Krückel geleitet, die geistliche Begleitung obliegt Birgit Zöller, Bildungsreferentin Christina Moczynski betreut vor allem die Senioren.

## Der Trägerverein Matthias-Ehrenfried-Haus in Würzburg e. V.
Der Verein wurde am 19. April 1968 gegründet mit dem Auftrag, das Matthias-Ehrenfried-Haus als „Mittelpunkt katholischen Lebens zum Zwecke der Förderung der Jugendpflege, der Erwachsenenbildung, der Freizeitgestaltung und Bildungsarbeit für ältere Menschen der Stadt und Region Würzburg“ zu errichten und zu erhalten. Mit der Kirchenstiftung Stift Haug als Grundstückseigentümerin wurde am 16. Oktober 1969 ein Erbbaurechtsvertrag vereinbart. Bei der Umsetzung der Vereinsziele helfen bis zum heutigen Tage das Bistum Würzburg und weitere kirchliche und öffentliche Stellen. Aus der Doppelfunktion des Hauses als pfarreiliches Gemeindezentrum sowie als überpfarreiliches Bildungs- und Begegnungszentrum, welche auch im Vorstand des Vereins abgebildet ist, ergeben sich die konkreten Nutzungsbedürfnisse. Das MEH verfügt über zahlreiche Räume und Ausstattungen, die nach Abstimmungen auch Gästen zur Verfügung gestellt werden (s. Tagungshäuser des Bistums Würzburg). Der Verein ist auch für alle Verträge, Anstellungen und Vermietungen zuständig.

### Ehemalige Vorsitzende
- 1968–1985: Peter Seibold, Bankdirektor a. D.
- 1986–1991: Erich Glock, Bankdirektor a. D.
- 1992–1994: Klüpfel, Bankdirektor a. D.
- 1995–1997: Heinrich Weise, Verwaltungsoberamtsrat a. D.
- 1998–2007: Gustl Hostombe, Geschäftsführer i. R.
- Aktuell: Dietrich H. Preiser, OStR i. R.